# Eyedi
 (avril 2020).
Nam Yu-jin (coréen : 남유진), mieux connue sous le nom Eyedi (아이디), est une auteure-compositrice-interprète sud-coréenne. Elle a fait ses débuts en 2016 et a sorti son premier album, Mix B, en 2017. 
Eyedi a terminé cinquième dans l'émission de téléréalité de survie Mix Nine en 2017 et a été membre de l'émission de téléréalité Studio Vibes en 2019 . 

## Discographie

### Albums studio
| Titre | Détails de l'album                                                                          | Meilleures positions | Ventes |
| Titre | Détails de l'album                                                                          | KOR                  | Ventes |
| ----- | ------------------------------------------------------------------------------------------- | -------------------- | ------ |
| Mix B | - Sortie : 21 mars 2017 - Label : Bace Camp Studio - Formats : CD, téléchargement numérique | 49                   | -      |

### Mini albums
| Titre        | Détails de l'album                                                                        | Meilleures positions | Ventes |
| Titre        | Détails de l'album                                                                        | JPN                  | Ventes |
| ------------ | ----------------------------------------------------------------------------------------- | -------------------- | ------ |
| coll[a]ction | - Sortie : 17 octobre 2018 - Label : Pony Canyon - Formats : CD, téléchargement numérique | -                    | -      |

### Singles
| Titre                    | Année  | Meilleures positions | Meilleures positions | Album        |
| Titre                    | Année  | KOR                  | JPN                  | Album        |
| coréen                   | coréen | coréen               | coréen               | coréen       |
| ------------------------ | ------ | -------------------- | -------------------- | ------------ |
| Sign feat. Loopy         | 2016   | -                    | -                    | Mix B        |
| Not Lonely (외롭지 않아) | 2016   | -                    | -                    | Mix B        |
| Type feat. Kim Hyo-eun   | 2017   | -                    | -                    | Mix B        |
| Best Mistake             | 2017   | -                    | -                    | Mix B        |
| Tomorrowland             | 2017   | -                    | -                    |              |
| Luv Highway              | 2018   | 67                   | -                    |              |
| Red                      | 2018   | -                    | -                    |              |
| Caffeine                 | 2018   | -                    | -                    |              |
| & New                    | 2019   | -                    | -                    |              |
| J.us.. T                 | 2020   | -                    | -                    |              |
| Japonais                 |        |                      |                      |              |
| Sign feat. Jinmenusagi   | 2018   | -                    | -                    | coll[a]ction |
| Perfect 6th Sense        | 2019   | -                    | -                    |              |

## Filmographie

### Télé-réalité
| Année     | Titre        | Réseau | Rôle                      | Réf.  |
| --------- | ------------ | ------ | ------------------------- | ----- |
| 2017-2018 | Mix Nine     | JTBC   | Participante              | [ 7 ] |
| 2019      | Studio Vibes | tvN    | Membre de la distribution | [ 8 ] |